# 佐藤学 (実業家)
佐藤 学（さとう まなぶ、1954年10月7日 - ）は、日本の実業家。日本トランスオーシャン航空代表取締役社長や、空港施設代表取締役副社長を務め、2018年地域創生ソリューション代表取締役社長。

## 人物・経歴
福島県出身。1979年東京大学法学部卒業、日本航空入社。1999年日本航空経営企画室事業計画グループマネジャー。ジャルセールス総合企画部担当部長等を経て、2006年日本航空バンクーバー支店長。2008年日本トランスオーシャン航空執行役員。2010年日本航空インターナショナル執行役員。2011年から日本トランスオーシャン航空代表取締役社長を務め、沖縄県外の支店の閉鎖などにより、業務効率化を進めた。2014年空港施設代表取締役副社長。2018年地域創生ソリューション代表取締役社長。趣味は園芸。